# José María Cirarda Lachiondo
José María Cirarda Lachiondo (* 23. Mai 1917 in Baquio, Spanien; † 17. September 2008 in Vitoria, Spanien) war ein spanischer Geistlicher und römisch-katholischer Erzbischof von Pamplona. Er galt als wichtiger Vertreter des Übergangs des spanischen Katholizismus nach dem Ende des Franco-Regimes.

## Leben
José María Cirarda Lachiondo studierte an der Päpstlichen Universität Comillas, wurde zum Dr. theol. promoviert und empfing die Priesterweihe am 5. Juli 1942. Er war Professor für dogmatische Theologie am Priesterseminar von Vitoria. 
Am 9. April 1960 wurde er, gegen das Veto von Francisco Franco, von Papst Johannes XXIII. zum Titularbischof von Drusiliana ernannt und zum Weihbischof im Erzbistum Sevilla bestellt. Die Bischofsweihe spendete ihm Erzbischof Ildebrando Antoniutti, Apostolischer Nuntius in Spanien, am 29. Juni 1960; Mitkonsekratoren waren José María Kardinal Bueno y Monreal, Erzbischof von Sevilla, und Francisco Peralta y Ballabriga, Bischof von Vitoria. Nach dem Zweiten Vatikanischen Konzil, an dem er während aller vier Sitzungsperioden als Konzilsvater teilgenommen hatte, vertrat er die spanische Kirche als Pressevertreter.
Papst Paul VI. ernannt ihn am 22. Juli 1968 zum Bischof von Santander sowie ab November 1968 zum Apostolischen Administrator von Bilbao. Am 3. Dezember 1971 wurde er zum Bischof von Córdoba ernannt. Am 31. Januar 1978 wurde er zum Erzbischof von Pamplona ernannt, zudem mit der Aufgabe der Apostolischen Administratur von Tudela. Seit der Vereinigung der Diözesen am 11. August 1984 war er Erzbischof von Pamplona y Tudela.
Er war von 1978 bis 1981 Vizepräsident der spanischen Bischofskonferenz. 
Seinen altersbedingten Rücktritt nahm Papst Johannes Paul II. am 26. März 1993 an.

## Schriften
- Carta pastoral de Monseñor Cirarda, Administrador Apostólico de Bilbao, Bilbao 1970
- María, La Virgen, Biblioteca Autores Cristianos 1978, ISBN 84-220-0841-6
- Una biografía de Don Ramón in Ramón Etxeberria: fuego en la palabra, Biblioteca de Autores Cristianos 2002, ISBN 84-7914-613-3, zusammen mit Félix Núñez Uribe
- Creer Hoy En El Dios De Jesucristo, PPC Editorial 2006, ISBN 84-288-1385-X